# Tetracoccosporium aerium
Tetracoccosporium aerium är en svampart som beskrevs av P.C. Misra & P. Srivast. 1976. Tetracoccosporium aerium ingår i släktet Tetracoccosporium, divisionen sporsäcksvampar och riket svampar.   Inga underarter finns listade i Catalogue of Life.